# 牛島徳次
牛島 徳次（うしじま とくじ、1918年10月5日 - 1999年3月1日）は、日本の中国語学者。筑波大学名誉教授。

## 略歴
東京生まれ。1941年東京文理科大学漢文学科卒、栃木県立栃木中学校赴任、同年召集、少尉として豊橋連隊に入る。敗戦後復職、京都帝国大学で倉石武四郎に師事し研究。1946年東京高等師範学校に赴任、のち東京教育大学教授、1966年「古代漢語文法論」で東北大学文学博士。1977年筑波大学教授、1982年定年退官し、名誉教授となり、大東文化大学教授、文教大学教授を務め、1993年退職。

## 著書
- 『漢語文法論 古代編』大修館書店 1967
- 『漢語文法論 中古編』大修館書店 1971
- 『日本における中国語文法研究史』東方書店 1989
- 『中国語、その魅力と魔力』同学社 1996
- 『回光返照 命のきらめき』同学社 1998

### 共編
- 『漢文読本 入門篇』中西清,小林信明, 鎌田正, 尾関富太郎,大木春基,鈴木修次共編 大修館書店 1951
- 『高等漢文 巻1』中西清,小林信明,鎌田正,尾関富太郎,大木春基,鈴木修次共編 大修館書店 1952
- 『中国語基本3000語』編 大学書林 1958
- 『中国語常用6000語』陳東海共編 大学書林 1960
- 『中国文化叢書 第1巻 言語』香坂順一, 藤堂明保共編 大修館書店 1967
- 『中国成語辞典』編 東方書店 1994

### 翻訳
- 兪敏『現代漢語語法縮編』訳註 江南書院 1956
- 呂叔湘主編『現代中国語用法辞典』菱沼透共監訳　現代出版 1983
- 呂叔湘主編『中国語文法用例辞典 現代漢語八百詞増訂本「日本語版」』菱沼透共監訳 東方書店 2003